# Sydney Parkinson

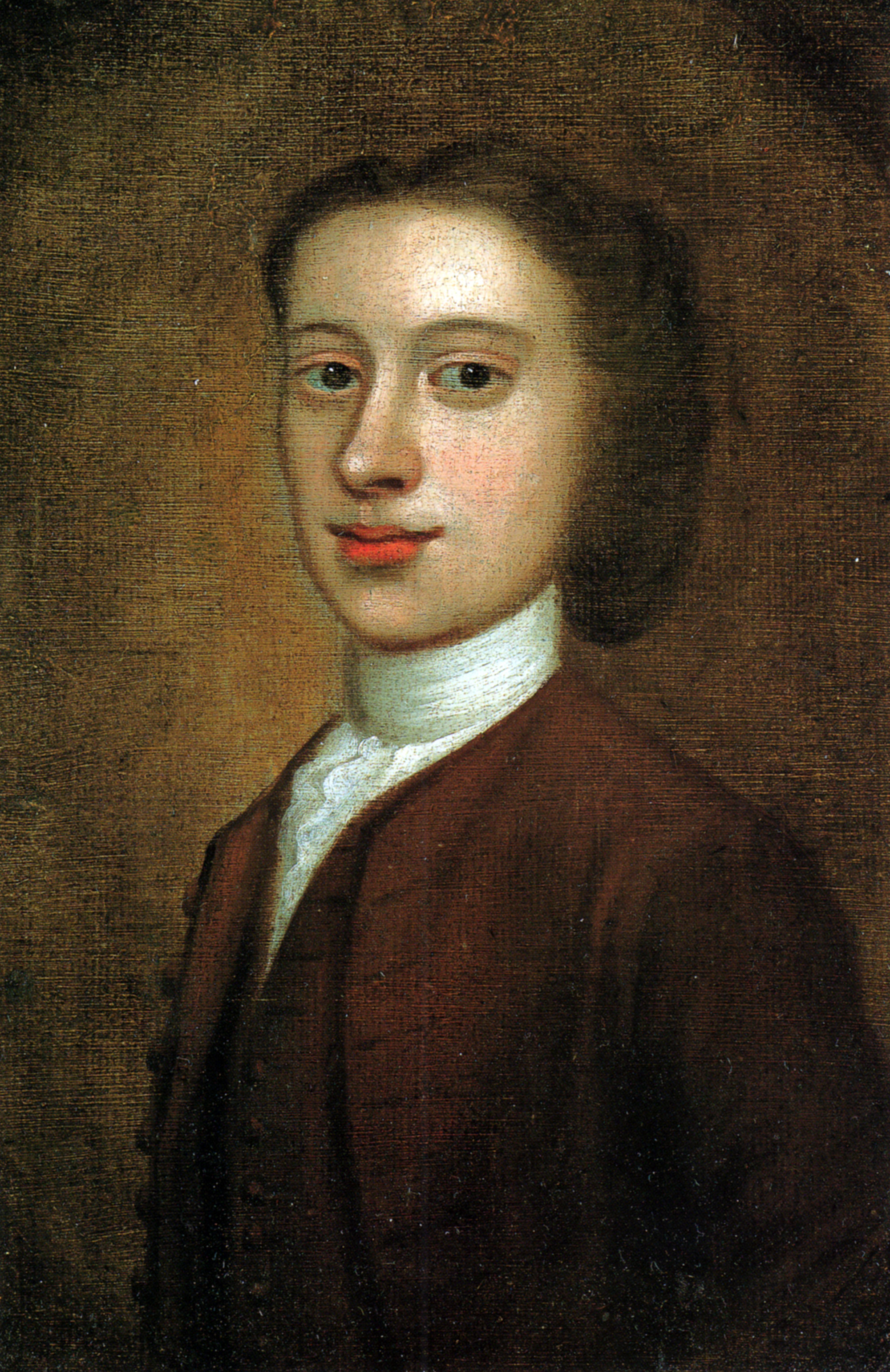
Självporträtt av Sydney Parkinson.

Sydney Parkinson, född 1745 i Edinburgh, död 26 januari 1771 till sjöss, var en skotsk kväkare och illustratör.
Parkinson blev i augusti 1768 värvad av Joseph Banks för en expedition med fartyget HM Bark Endeavour under James Cooks ledning. För resan till Stilla havet behövde Banks två illustratörer. Parkinson hade i uppdrag att göra botaniska illustrationer och Alexander Buchan var ansvarig för landskapsillustrationer. Dessa två konstnärer blev vänner men Buchan dog på Tahiti och Parkinson övertog även Buchans uppgifter. Parkinson skapade nästan tusen illustrationer av växter och djur som Banks och Daniel Solander samlade under resan. Under hemresan till London dog Parkinson mellan Batavia (Jakarta) och Kapstaden på grund av uttorkning efter att ha drabbats av dysenteri.
Hans verk A Journal of a voyage to the South Seas … publicerades postumt 1773. En stormfågel, Procellaria parkinsoni, blev uppkallad efter Parkinson. 1988 utgavs Parkinsons samlade teckningar i 35 band. Flera av dessa digitaliserades vid Natural History Museum i London.
Här några exempel av hans teckningar:

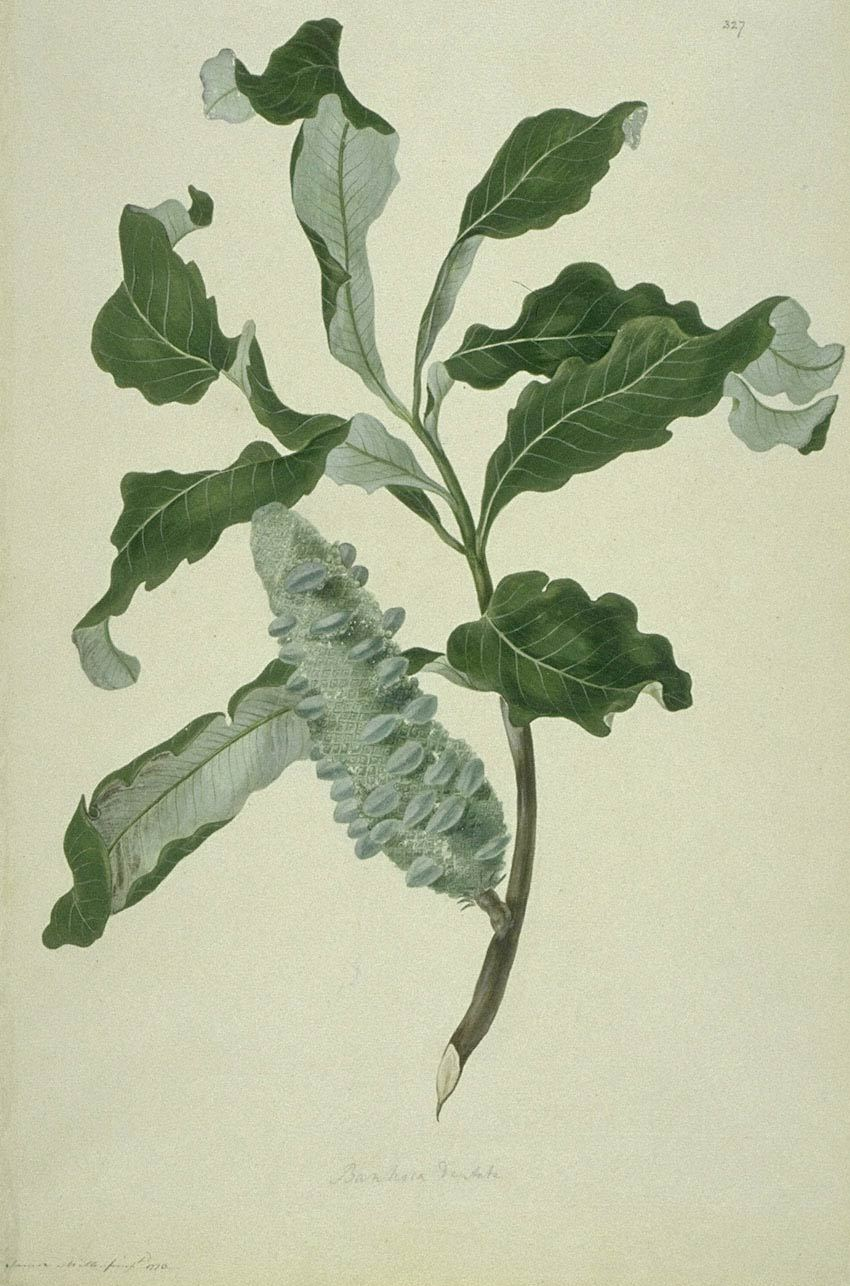
Banksia dentata
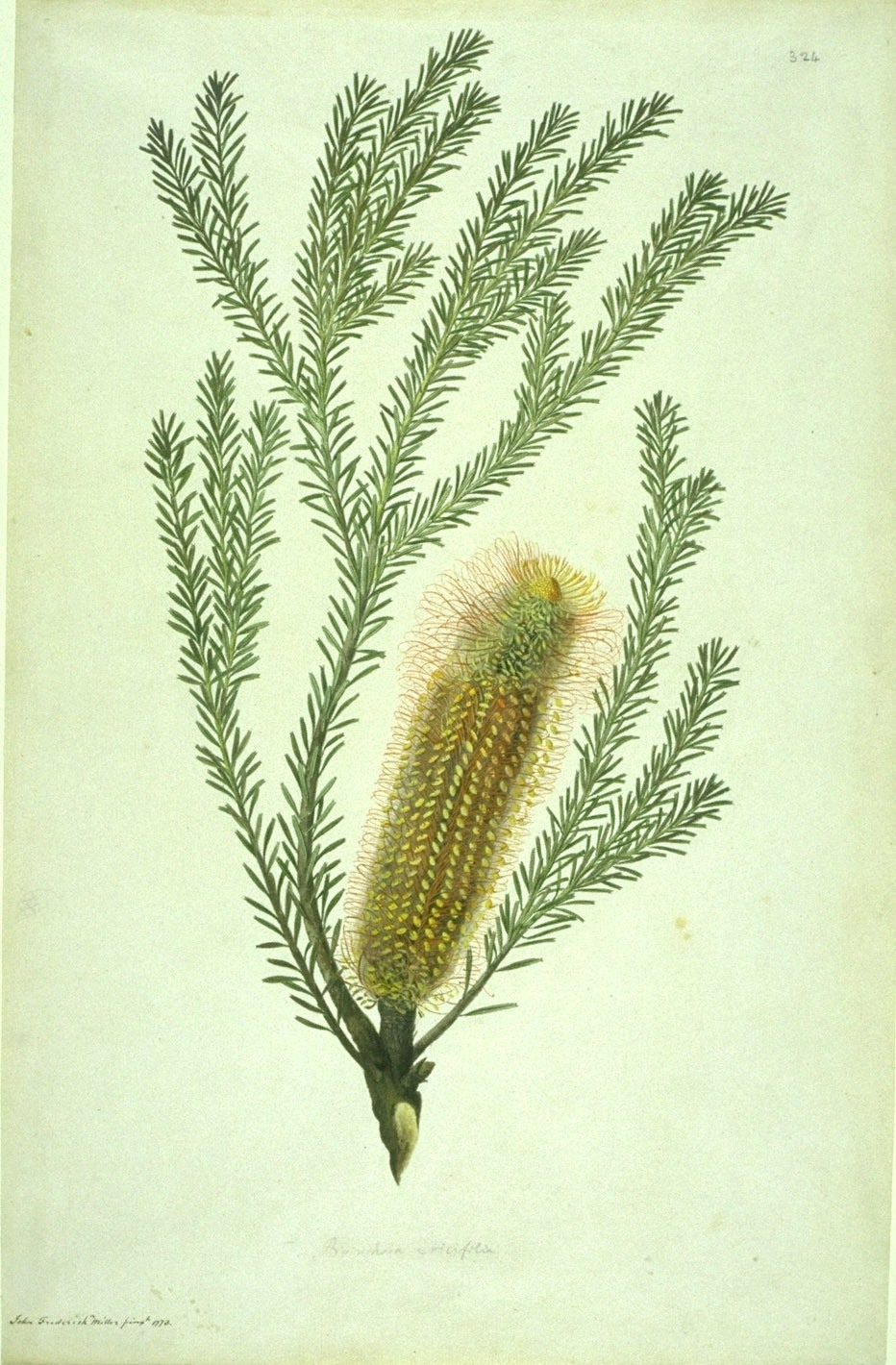
Banksia ericifolia
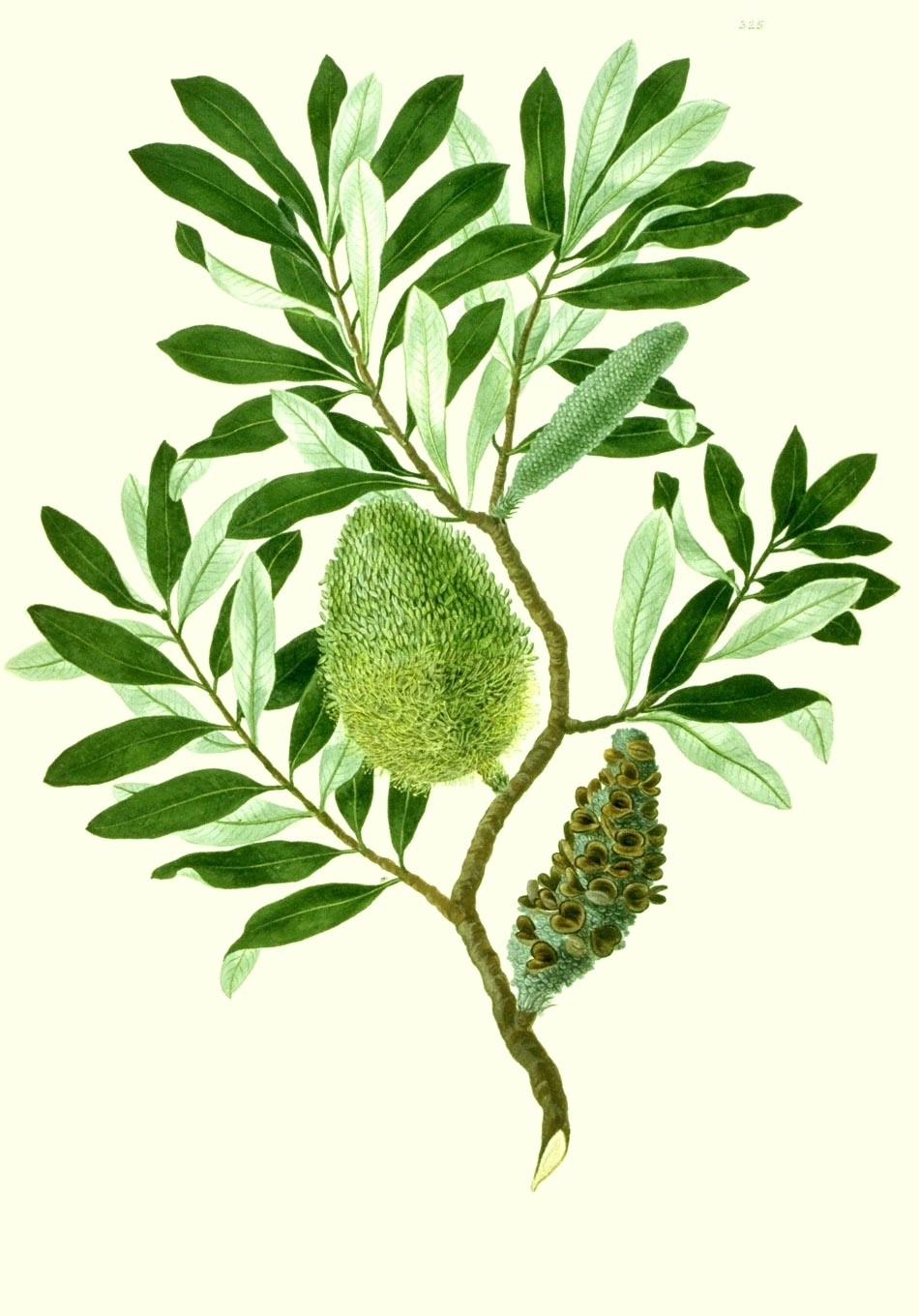
Banksia integrifolia
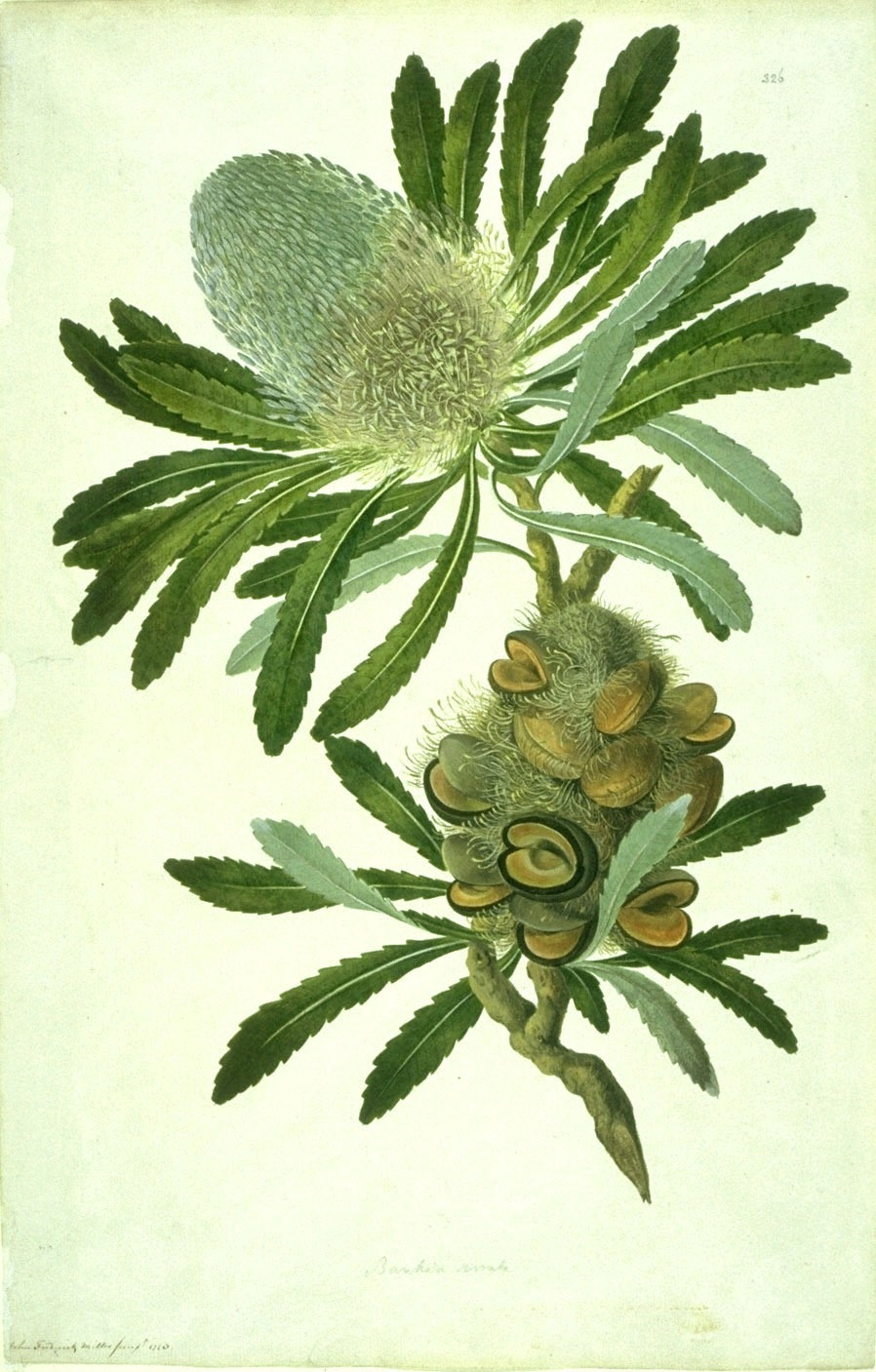
Banksia serrata